# Yoram Jacoby

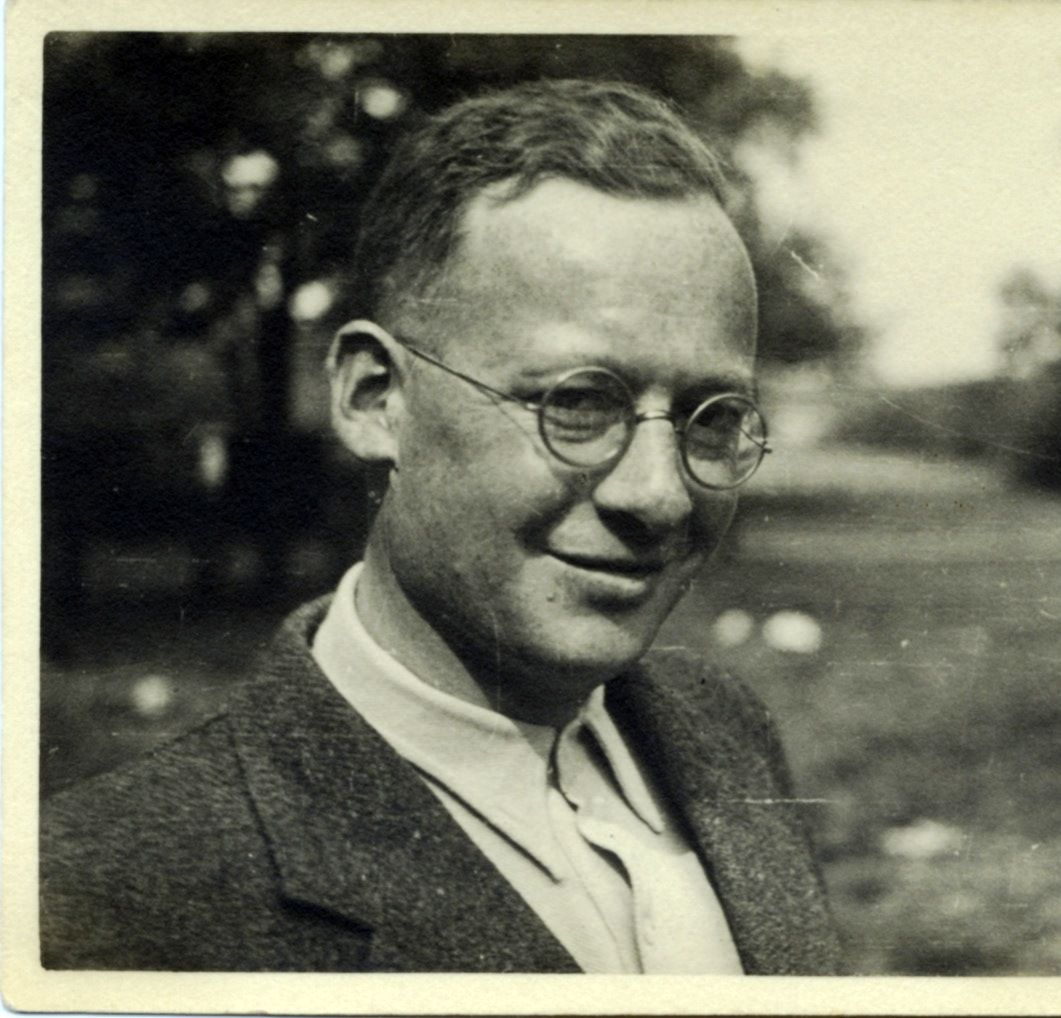

Yoram Konrad Jacoby (* 4. Juli 1906 in Königsberg; † 21. Mai 1997 in Jerusalem) war ein deutscher Jurist und israelischer Diplomat.

## Leben
Konrad Jacobi wuchs in einer jüdischen Familie in Königsberg auf, er war ein Sohn des Rechtsanwalts Siegfried Jacoby (1872–1928) und der Malerin Antonie Behrendt (1879–1968), er hatte drei Brüder. Als Jugendlicher gehörte er dem jüdischen Wanderbund Blau-Weiß an. Nach dem Abschluss seines Jurastudiums und der Promotion an der Albertus-Universität war Jacoby in Königsberg, Breslau und Berlin tätig. 1934 emigrierte er nach Palästina, wo er ab 1952 im israelischen Finanzministerium arbeitete. Ab 1957 diente er in diplomatischen Vertretungen in Köln und Bonn, dort zuletzt als israelischer Gesandter.  Da Deutschland und Israel erst am 12. Mai 1965 diplomatische Beziehungen aufnahmen und Israel bis dahin keine Botschaft in Deutschland unterhielt, war Jacoby damals der höchste Repräsentant Israels in Deutschland. Nach der Pensionierung kehrte er nach Jerusalem zurück.

## Schriften
Monografie
- Jüdisches Leben in Königsberg im 20. Jahrhundert, Holzner Würzburg 1983.

Mitarbeit
- Joseph Walk (Hrsg.) unter Mitarbeit von Daniel Cil Becher, Bracha Freundlich, Yoram Konrad Jacoby und Hans Isaak Weiss: Das Sonderrecht für die Juden im NS-Staat. Eine Sammlung der gesetzlichen Maßnahmen und Richtlinien – Inhalt und Bedeutung, C.F. Müller, Heidelberg 1981.